# KZ Uphusen

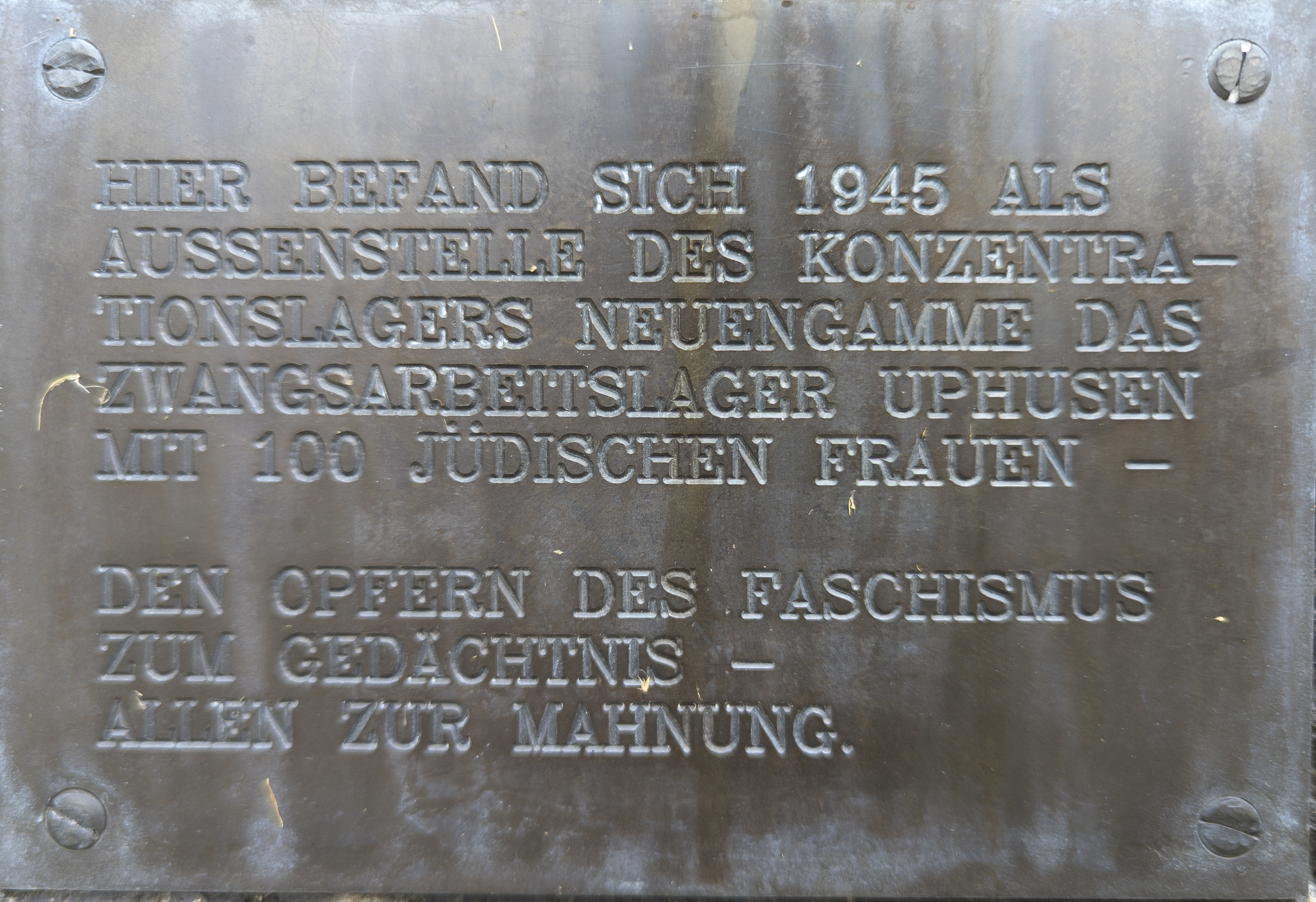
Inschrift auf einem Gedenkstein am ehemaligen Standort der Außenstelle Uphusen des KZ Neuengamme

Das KZ Uphusen in Bremen war ein Außenlager des KZ Neuengamme. Es bestand vom 7. Februar 1945 bis zum 4. April 1945.
Die Stadt Bremen trat 1944 mit der Bitte an die SS heran, in Uphusen unweit der Bremer Stadtgrenze ein Zweiglager des Außenlagers Obernheide (Stuhr) zu errichten. Die Unterkunftsbaracken wurden auf dem Gelände der Firma Rodiek an einer Seitenstraße der Uphuser Heerstraße errichtet, dem Bruchweg. Die Baracken waren erst Anfang 1945 bezugsfertig, weshalb die 100 bis 200 jüdischen Häftlinge erst am 7. Februar nach Uphusen gebracht werden konnten. Die ausschließlich weiblichen Häftlinge kamen alle aus Ungarn. Bei der Firma mussten sie in der Fertigung für Betonteile arbeiten, die für Behelfswohnungen benötigt wurden.
Andere Häftlinge arbeiteten bei der Firma Diedrich Rohlfs. Die vorrückende Frontlinie veranlasste die SS am 4. April 1945, das Lager zu evakuieren. Die Häftlinge mussten zu Fuß nach Uesen gehen. Dort wurden sie gemeinsam mit den Häftlingen des Lagers Obernheide evakuiert. Die SS brachte alle nach Verden, wo sie in Güterwaggons verladen wurden. Nach tagelanger Irrfahrt erreichten die Häftlinge am 8. April 1945 das Konzentrationslager Bergen-Belsen.